# Кунц, Штефан
Ште́фан Кунц (нем. Stefan Kuntz; род. 30 октября 1962, Нойнкирхен, Саар) — немецкий футбольный тренер, ранее выступавший как футболист на позиции нападающего.
В качестве игрока он провёл 449 матчей (179 голов) в Бундеслиге с 1983 по 1999 год за команды «Бохум», «Юрдинген 05», «Кайзерслаутерн» и «Арминия». Он также играл в Турции за команду «Бешикташ».
В составе «Кайзерслаутерн» он выиграл Кубок Германии в 1990 году и чемпионат в 1991 году. Он был лучшим бомбардиром Бундеслиги в сезонах 1985/86 и 1993/94, а также в Кубке в 1987/88 и 1989/90 годах. С 1993 по 1997 год Кунц выступал за сборную Германии и стал чемпионом Европы в 1996 году. В 1991 году он был признан первым футболистом года в Германии, не игравшим ранее за национальную команду.
После нескольких тренерских периодов, в основном низшего класса, самым известным из которых был «Карлсруэ» в период с 2000 по 2002 год, Кунц был менеджером «Бохума» с 2006 по 2008 год и председателем правления «Кайзерслаутерн» с 2008 по 2016 год. Он вернулся к тренерской работе с молодёжной сборной Германии в августе 2016 года и привёл её к чемпионскому титулу на чемпионате Европы в Польше в 2017 году и чемпионате Европы в Словении в 2021 году.
С 19 сентября 2021 года по 17 сентября 2023 года — главный тренер сборной Турции.

## Игровая карьера
Штефан Кунц начал свою карьеру в 1970 году в команде «Боруссия» (Нойнкирхен). 13 марта 1980 года он провёл свой первый матч за профессиональную команду, которая тогда выступала во второй Бундеслиге «Юг». Тренер Гюнтер Ноэль заменил 17-летнего игрока на 76-й минуте матча против «Айнтрахта» (Трир). Этот матч стал для него единственным во втором дивизионе за «Боруссию», так как по итогам сезона клуб был переведён в Оберлигу «Юго-Запад».

### «Бохум»
В сезоне 1982/83 клуб Бундеслиги «Бохум» узнал о нападающем, который стал лучшим бомбардиром Оберлиги с 36 голами, и подписал его за 55 000 марок на сезон 1983/84. Клуб с тренером Рольфом Шафсталем в это время делал ставку на молодых игроков из-за своего финансового положения. Кунц, который после переезда в Рурскую область продолжил обучение на полицейского, с самого начала стал постоянным игроком команды «Бохум» и провёл 32 матча в своём первом сезоне (забив восемь голов). Его партнёр по нападению Кристиан Шрайер был ещё более успешен — 18 голов. После окончания сезона Шрайер был продан в леверкузенский «Байер 04». Новым игроком на стороне Кунца был Клаус Фишер. Забив одиннадцать голов в 34 матчах в 1984/85 годах, Кунц стал первым лучшим бомбардиром Бундеслиги в составе «Бохума» в 1985/86 годах, забив 22 гола.

### «Байер 05»
В сезоне 1986/87 нападающий перешёл в «Байер 05 Юрдинген» за 1,3 миллиона марок. Он участвовал в Кубке УЕФА с командой Бундеслиги, занявшей третье место в сезоне 1985/86, из которого она выбыла в третьем раунде против «Барселоны». По итогам сезона 1986/87 команда Карла-Хайнца Фельдкампа заняла восьмое место в лиге; Кунц забил шесть голов. Он критиковал Фельдкампа, который покинул «Юрдинген» после окончания сезона, за то, что тот не поддержал его. Новым тренером в сезоне 1987/88 был Хорст Кёппель, которого в течение сезона заменил Рольф Шафсталль, бывший тренер Кунца в «Бохуме». В сезоне 1987/88 дела у нападающего пошли лучше: 13 голов означали гораздо лучший показатель, чем в предыдущем сезоне. Забив 13 голов в сезоне 1988/89, Кунц перешёл в «Кайзерслаутерн».

### «Кайзерслаутерн»
Таким образом, Кунц вернулся в окрестности своего родного Нойнкирхена. Его отец Гюнтер родился в Кайзерслаутерне. Целью клуба на сезон 1989/90 было попадание в Кубок УЕФА, что и было достигнуто с новым тренером Гердом Роггенсаком. Однако вскоре команда оказалась в зоне вылета. В феврале 1990 года Роггенсак был уволен и заменён Карлом-Хайнцем Фельдкампом. Вскоре после этого начались дебаты между Кунцем и Фельдкампом, с которым игрок рассорился во время своего пребывания в «Юрдингене». «Кайзерслаутерн» в итоге спасся от вылета, а Кунц, который был капитаном команды в своём первом сезоне, сыграл свою роль, забив 15 голов. В кубковом соревновании дела у клуба пошли лучше с самого начала. 19 мая 1990 года они вышли в финал Кубка Германии против бременского «Вердера», который «лаутерцы» выиграли со счётом 3:2. Кунц, который внёс свой вклад в победу в кубке, забив пять голов за всё время соревнований, сделал счёт 3:0 на 30-й минуте в финале. Во втором тайме «бременцы» сократили счёт до 3:2.
В своей карьере Кунц использовался не только как нападающий. В сезоне 1990/91 он играл на различных позициях за пределами своей обычной позиции, а именно в качестве атакующего и оборонительного полузащитника, на левом фланге, в качестве защитника и либеро. «Кайзерслаутерн» удивительным образом стал чемпионом Германии в 1991 году с командой без больших звёзд и с Кунцем в качестве ведущего игрока. С 1989 года Кунц составлял успешный ударный дуэт с Бруно Лаббадиа, который покинул клуб в 1991 году (одиннадцать и девять голов в чемпионском сезоне). Команда закончила сезон 1991/92 на пятом месте в таблице. Кунц снова добился успеха одиннадцать раз.
В 1992 году тренера Фельдкампа сменил Райнер Цобель, под эгидой которого Кунцу пришлось отказаться от должности капитана. В том сезоне он забил шесть голов. Позже Кунц назвал сезон 1992/93 своим «худшим сезоном в Кайзерслаутерне», но дела у команды в целом шли не очень хорошо: в конце сезона «Кайзерслаутерн» занял лишь восьмое место, а внутри команды были разногласия. Контракт с Цобелем был расторгнут. При Фриделе Рауше голевые показатели Штефана Кунца и рейтинг команды снова улучшились. В 1995 году бомбардир покинул клуб после того, как не было достигнуто соглашение о продлении контракта.

### Сезон в «Бешикташе»
Летом 1995 года Кунц подписал контракт с турецким клубом «Бешикташ». Там он занял третье место в Суперлиге со своей командой, забив девять голов в 30 матчах.

### «Арминия» и возвращение в «Бохум»
Незадолго до начала сезона 1996/97 Кунц вернулся в Германию и присоединился к команде Бундеслиги «Арминия». В свой первый год команда Эрнста Миддендорпа сумела остаться в лиге. Кунц, который летом 1996 года стал чемпионом Европы в составе национальной сборной, забил 14 голов и стал лучшим бомбардиром команды. В сезоне 1997/98, когда «Арминии» грозило понижение в классе, возникли разногласия с тренером Миддендорпом и менеджером Ламмом. Миддендорп раскритиковал самоотдачу нападающего, а Георг Кох, вратарь «Арминии», даже обвинил Кунца в том, что тот намеренно не попадает в цель, чтобы в случае понижения в классе перейти в «Кайзерслаутерн». До конца сезона уход Кунца был несомненным. Однако переход не состоялся, и в итоге он перешёл в «Бохум». После одного сезона, который закончился понижением в классе, он завершил карьеру.
Его прощальный матч состоялся 21 июля 2000 года на стадионе «Бетценбергштадион» в Кайзерслаутерне, месте, где Кунц «пережил своё лучшее время в качестве футболиста».

### Карьера в сборной
В сентябре 1991 года Кунцу предстояло дебютировать за национальную команду. Он должен был сыграть в международном матче против сборной Англии на стадионе «Уэмбли». Однако разрыв связок, который он получил, выходя из автобуса команды за четыре дня до матча чемпионата против «Баварии», не позволил ему играть.
18 декабря 1993 года Кунц, который в то время возглавлял рейтинг бомбардиров Бундеслиги и стал лучшим бомбардиром по итогам сезона, дебютировал за сборную Германии. Он начал игру против сборной США (3:0) и забил свой первый гол на 79-й минуте. Он был в составе сборной команды на чемпионате мира 1994 года в США. Там он вышел на поле один раз (замена на 86-й минуте в матче 1/8 финала против сборной Бельгии).
В 1996 году в составе сборной Германии он выиграл чемпионат Европы в Англии. Он забил гол 1:1 на 16-й минуте полуфинала против сборной Англии, что вынудило англичан провести серию пенальти, которую они проиграли. Он также сыграл в финале против сборной Чехии, исход которого решил первый золотой гол Оливера Бирхоффа. После победы на чемпионате Европы 1996 года Кунц вместе с командой был награждён президентом Германии Романом Херцогом серебряным лавровым листом.
Свой последний международный матч Кунц провёл 11 октября 1997 года против сборной Албании (4:3). В общей сложности в 25 международных матчах (20 побед, 5 ничьих, без поражений) он забил шесть голов. Ему принадлежит рекорд по количеству матчей без поражений за сборную Германии.

## Карьера тренера и функционера
15 ноября 1999 года Кунц занял свою первую тренерскую должность в родном клубе «Боруссия» (Нойнкирхен). Он привёл команду к чемпионству в Оберлиге Зюдвест (81 очко). Юрген Фридрих, председатель правления «Кайзерслаутерн», хотел привлечь специалиста к управлению клубом, но это не удалось из-за сопротивления Отто Рехагеля и председателя наблюдательного совета Роберта Вишеманна. Ранее Кунц отклонил предложение от «Дуйсбурга», намереваясь перейти в «Кайзерслаутерн». В мае 2000 года было объявлено, что Штефан станет тренером клуба «Карлсруэ», который был понижен в Регионаллигу, на сезон 2000/01. Целевое возвращение клуба в профессиональный футбол было достигнуто. В долгосрочной перспективе «Карлсруэ» хотел вернуться в Бундеслигу. В сезоне 2001/02 им, по крайней мере, удалось остаться в лиге. В частности, в сезоне 2002/03 из-за финансовых проблем «КСК» вряд ли смог проявить активность на трансферном рынке. Набрав всего два очка в первых шести матчах, Кунц был уволен 25 сентября 2002 года.
3 апреля 2003 года, за восемь игр до конца сезона, Кунц был представлен в качестве нового тренера «Вальдхофа», клуба второго дивизиона, борющегося за понижение в классе. В то время команда отставала от места понижения на пять очков. Кунц подписал контракт до конца сезона с возможностью продления ещё на год, если команде удастся остаться в зоне понижения. В итоге «Вальдхоф» проиграл шесть из восьми последних матчей и опустился в нижнюю часть таблицы. «Вальдхофу» даже пришлось подать заявление о банкротстве и участвовать в Оберлиге в 2003 году. В сезоне 2003/04 Кунц стал тренером «Рот Вайсс», также команды второго дивизиона. Однако спортивных успехов в чемпионате не было, а в кубке команда была дисквалифицирована из-за того, что тренер заменил четвёртого иностранца не из ЕС, что было запрещено в то время. В ноябре 2003 года команда была расформирована из-за спортивных неудач. Впоследствии Кунц был уволен из клуба. Во время последующего отпуска от профессионального футбола он решил, что больше не хочет работать тренером в клубе. Его многолетним ассистентом был Фрэнк Лелле.
Кунц изучал спортивный менеджмент и начал работать спортивным директором в клубе региональной лиги «Кобленц» в начале марта 2005 года. Затем он занимал ту же должность в «Бохуме» с 1 апреля 2006 года по 1 апреля 2008 года.
8 апреля 2008 года Кунц занял пост генерального директора «Кайзерслаутерн». В то время клуб находился на грани вылета из второй Бундеслиги. В последнем матче клубу наконец-то удалось остаться в лиге. В «Кайзерслаутерн» он встретил тренера Милана Шашича, который был там главным тренером, пока Кунц был менеджером в «Кобленце». Однако 4 мая 2009 года Шашич был уволен. В сезоне 2009/10 Кунц вернулся в Бундеслигу в составе «Кайзерслаутерн». 18 января 2016 года было объявлено, что Кунц покинет «ФКК» по окончании сезона 2015/16 из-за разногласий с наблюдательным советом. 4 апреля 2016 года его досрочно сменил Томас Грис. В ноябре 2016 года на ежегодном общем собрании «Кайзерслаутерн» ему было отказано в увольнении за последний год работы на посту председателя правления.
18 августа 2010 года баллотировался на выборах в совет лиги во время общего собрания Немецкой футбольной лиги. Его конкурентами из Бундеслиги были Хериберт Бруххаген («Айнтрахт»), Карл Хопфнер («Бавария») и Михаэль Майер («Кёльн»). Однако уже в день выборов, после того как Кунц провалил внутреннее тестовое голосование, он снял свою кандидатуру — как и Михаэль Майер. Были избраны Хериберт Бруххаген и Карл Хопфнер.
В августе 2016 года Кунц сменил Хорста Хрубеша на посту нового тренера сборной Германии до 21 года, которую он привёл к титулу на чемпионате Европы до 21 года в Польше в июне 2017 года и чемпионате Европы до 21 года в Словении и Венгрии в июне 2021 года. Кунц также отвечает за олимпийскую сборную Германии на футбольном турнире летних Олимпийских игр 2021 года в Токио.
19 сентября 2021 года возглавил сборную Турции.

## Достижения
В качестве игрока
«Кайзерслаутерн»
- Чемпион ФРГ: 1990/91
- Обладатель Кубка Германии: 1989/90
- Обладатель Суперкубка Германии: 1991

Сборная Германии
- Чемпион Европы: 1996

В качестве тренера
Сборная Германии (до 21 года)
- Чемпион Европы: 2017, 2021

### Личные
- Футболист года в Германии: 1991
- Лучший бомбардир чемпионата ФРГ: 1986
- Лучший бомбардир Кубка Германии: 1988, 1990

## Статистика выступлений
| Клуб                  | Сезон            | Лига | Лига | Кубки | Кубки | Еврокубки | Еврокубки | Прочие | Прочие | Итого | Итого |
| Клуб                  | Сезон            | Игры | Голы | Игры  | Голы  | Игры      | Голы      | Игры   | Голы   | Игры  | Голы  |
| --------------------- | ---------------- | ---- | ---- | ----- | ----- | --------- | --------- | ------ | ------ | ----- | ----- |
| Боруссия (Нойнкирхен) | 1980/81          | 1    | 0    | 0     | 0     | -         | -         | 0      | 0      | 1     | 0     |
| Боруссия (Нойнкирхен) | 1981/82          | ?    | 16   | 2     | 0     | -         | -         | 0      | 0      | ?     | 16    |
| Боруссия (Нойнкирхен) | 1982/83          | ?    | 36   | 0     | 0     | -         | -         | 0      | 0      | ?     | 36    |
| Боруссия (Нойнкирхен) | Итого            | 1+   | 52   | 2     | 0     | 0         | 0         | 0      | 0      | 3+    | 52    |
| Бохум                 | 1983/84          | 32   | 8    | 1     | 0     | 0         | 0         | 0      | 0      | 33    | 8     |
| Бохум                 | 1984/85          | 34   | 11   | 3     | 3     | 0         | 0         | 0      | 0      | 37    | 14    |
| Бохум                 | 1985/86          | 34   | 22   | 5     | 0     | 0         | 0         | 0      | 0      | 39    | 22    |
| Бохум                 | Итого            | 100  | 41   | 9     | 3     | 0         | 0         | 0      | 0      | 109   | 44    |
| Байер 05              | 1986/87          | 29   | 6    | 4     | 2     | 11        | 2         | 0      | 0      | 44    | 10    |
| Байер 05              | 1987/88          | 32   | 13   | 5     | 5     | 0         | 0         | 0      | 0      | 37    | 18    |
| Байер 05              | 1988/89          | 33   | 13   | 4     | 3     | 4         | 1         | 0      | 0      | 41    | 17    |
| Байер 05              | Итого            | 94   | 32   | 13    | 10    | 15        | 3         | 0      | 0      | 122   | 45    |
| Кайзерслаутерн        | 1989/90          | 32   | 15   | 6     | 5     | 4         | 2         | 0      | 0      | 42    | 22    |
| Кайзерслаутерн        | 1990/91          | 27   | 11   | 1     | 2     | 3         | 1         | 1      | 1      | 32    | 15    |
| Кайзерслаутерн        | 1991/92          | 31   | 11   | 3     | 0     | 2         | 0         | 2      | 0      | 38    | 11    |
| Кайзерслаутерн        | 1992/93          | 26   | 6    | 1     | 1     | 1         | 2         | 0      | 0      | 28    | 9     |
| Кайзерслаутерн        | 1993/94          | 26   | 18   | 5     | 2     | 0         | 0         | 0      | 0      | 31    | 20    |
| Кайзерслаутерн        | 1994/95          | 28   | 14   | 4     | 1     | 2         | 1         | 0      | 0      | 34    | 16    |
| Кайзерслаутерн        | Итого            | 170  | 75   | 20    | 11    | 12        | 6         | 3      | 1      | 205   | 93    |
| Бешикташ              | 1995/96          | 30   | 9    | 2     | 0     | 2         | 2         | 1      | 0      | 35    | 11    |
| Бешикташ              | Итого            | 30   | 9    | 2     | 0     | 2         | 2         | 1      | 0      | 35    | 11    |
| Арминия               | 1996/97          | 33   | 14   | 2     | 0     | 0         | 0         | 0      | 0      | 35    | 14    |
| Арминия               | 1997/98          | 32   | 11   | 2     | 1     | 0         | 0         | 0      | 0      | 34    | 12    |
| Арминия               | Итого            | 65   | 25   | 4     | 1     | 0         | 0         | 0      | 0      | 69    | 26    |
| Бохум                 | 1998/99          | 20   | 6    | 1     | 0     | 0         | 0         | 0      | 0      | 21    | 6     |
| Бохум                 | Итого            | 20   | 6    | 1     | 0     | 0         | 0         | 0      | 0      | 21    | 6     |
| Всего за «Бохум»      | Всего за «Бохум» | 120  | 47   | 10    | 3     | 0         | 0         | 0      | 0      | 130   | 50    |
| Фурпах                | 2002/03          | 22   | 22   | 0     | 0     | -         | -         | 0      | 0      | 22    | 22    |
| Фурпах                | Итого            | 22   | 22   | 0     | 0     | 0         | 0         | 0      | 0      | 22    | 22    |
| Палация (Лимбах)      | 2004/05          | 9    | 1    | 0     | 0     | -         | -         | 0      | 0      | 9     | 1     |
| Палация (Лимбах)      | 2005/06          | 1    | 0    | 0     | 0     | -         | -         | 0      | 0      | 1     | 0     |
| Палация (Лимбах)      | Итого            | 10   | 1    | 0     | 0     | 0         | 0         | 0      | 0      | 10    | 1     |
| Всего за карьеру      | Всего за карьеру | 512+ | 263  | 51    | 25    | 29        | 11        | 4      | 1      | 596+  | 300   |